# Новый Мир (Советский район)
Но́вый Мир (укр. Новий Мир, крымскотат. Novıy Mir, Новый Мир) — село в Советском районе Крыма, входит в состав Чапаевского сельского поселения (согласно административно-территориальному делению Украины — Чапаевского сельского совета Автономной Республики Крым).

## Население
| 2001 | 2014 |
| ---- | ---- |
| 717  | ↘557 |

Всеукраинская перепись 2001 года показала следующее распределение по носителям языка
| Язык             | Процент |
| ---------------- | ------- |
| русский          | 47.7    |
| крымскотатарский | 36.96   |
| украинский       | 12.97   |
| другие           | 0.98    |

### Динамика численности
- 1926 год — 35 чел.[10]
- 1989 год — 735 чел.[11]
- 2001 год — 717 чел.[12]
- 2009 год — 695 чел.[13]
- 2014 год — 557 чел.[14]

## Современное состояние
На 2017 год в Новом Мире числится 4 улицы; на 2009 год, по данным сельсовета, село занимало площадь 75,3 гектара на которой, в 231 дворе, проживало 695 человек. В селе действует сельский клуб, библиотека-филиал № 17, фельдшерско-акушерский пункт

## География
Новый Мир — село в центре района, в степном Крыму, на левом берегу реки Восточный Булганак, высота центра села над уровнем моря — 34 м. Ближайшие сёла — примыкающее с юга Хлебное и Чапаевка в 1,5 км на восток. Райцентр Советский — примерно в 12 километрах (по шоссе), там же ближайшая железнодорожная станция — Краснофлотская (на линии Джанкой — Феодосия). Транспортное сообщение осуществляется по региональным автодорогам 35Н-581 Советский — Пруды — Зыбины и 35Н-565 Пчельники — Новый Мир (по украинской классификации — С-0-11424 и С-0-11407).

## История
Впервые в исторических документах село встречается в Списке населённых пунктов Крымской АССР по Всесоюзной переписи 17 декабря 1926 года, согласно которому в селе Новый-Мир Ичкинского сельсовета Феодосийского района числилось 9 дворов, все крестьянские, население составляло 35 человек, все болгары. Постановлением ВЦИК «О реорганизации сети районов Крымской АССР» от 30 октября 1930 года Феодосийский район был упразднён и был создан Сейтлерский район (по другим сведениям 15 сентября 1931 года), а с образованием в 1935 году Ичкинского — в состав нового района. После освобождения Крыма от фашистов, 12 августа 1944 года было принято постановление № ГОКО-6372с «О переселении колхозников в районы Крыма», и в сентябре 1944 года в район приехали первые новоселы (180 семей) из Тамбовской области, а в начале 1950-х годов последовала вторая волна переселенцев из различных областей Украины. С 25 июня 1946 года Новый Мир в составе Крымской области РСФСР, а 26 апреля 1954 года Крымская область была передана из состава РСФСР в состав УССР. Время включения Чапаевский сельсовет пока не установлено: на 15 июня 1960 года село уже числилось в его составе.
Указом Президиума Верховного Совета УССР «Об укрупнении сельских районов Крымской области» от 30 декабря 1962 года Советский район был упразднён и село присоединили к Нижнегорскому. 8 декабря 1966 года Советский район был восстановлен и село вновь включили в его состав. По данным переписи 1989 года в селе проживало 735 человек. С 12 февраля 1991 года село в восстановленной Крымской АССР, 26 февраля 1992 года переименованной в Автономную Республику Крым. С 21 марта 2014 года — в составе Республики Крым России.